# Mathieu Rock
Der Mathieu Rock (englisch; französisch Rocher Mathieu) ist ein eisfreier Klippenfelsen vor der Küste des ostantarktischen Adelielands. Er liegt auf halbem Weg zwischen Kap Bickerton und dem Rock X an der Ostseite der Einfahrt zur Victor Bay.
Luftaufnahmen des Felsens entstanden durch die United States Navy bei der Operation Highjump (1946–1947). Kartiert wurde er bei einer von 1952 bis 1953 dauernden französischen Antarktisexpedition. Namensgeber ist der französische Astronom Claude Louis Mathieu (1783–1875). Das Advisory Committee on Antarctic Names übertrug die französische Benennung 1955 ins Englische.